# VIPR2
Receptor vazoaktivnog intestinalnog peptida 2 (VPAC2) je G protein spregnuti receptor koji je kod ljudi kodiran VIPR2 genom.

## Tkivna distribucija
je Izražen u materici, prostati, glatkim mišićima gastrointestinalnog trakta, seminalnim vezikulama i koži, krvnim sudovima i grudnoj žlezdi. VIPR2 je takođe izražen u malom mozgu.

## Funkcija
Vazoaktivni intestinalni peptid (VIP) i hipofizni adenilat ciklazno aktivirajući peptid (PACAP) su homologni peptidi koji funkcionišu kao neurotransmiteri i neuroendokrini hormoni. Mada su receptori za VIP ( 1 i 2) i PACAP (ADCYAP1R1) homologni, oni se razlikuju u pogledu supstratnih specifičnositi i obrazaca izražavanja. Prenos signal putem VIPR2 receptora dovodi do povećane aktivnosti adenilat ciklaze. VIPR2 posreduje antiinflamatorne efekte VIP hormona.
Istraživanja koristeći VPAC2 nokaut miševe indiciraju da ovaj receptor učestvuje u cirkadijalnom ritmu, rastu, potrošnji bazalne energije i muškoj reprodukciji.
Aktivacija VIPR2 i/ili  receptora učestvuje u kožnoj aktivaciji vazodilatacije kod ljudi.
Splajsne varijante mogu da modifikuju imunoregulatorne doprinose VIP-VIPR2 ose.

## Klinički značaj
moše da učestvuje u šizofreniji.
Abnormalno izražavanje VIPR2 iRNK u tkivu žučne kese može da doprinese formiranju žučnog kamenja i polipa.

## Literatura
- Goetzl EJ; Pankhaniya RR; Gaufo GO;  . (1998). „Selectivity of effects of vasoactive intestinal peptide on macrophages and lymphocytes in compartmental immune responses.”. Ann. N. Y. Acad. Sci. 840 (1 NEUROIMMUNOMO): 540—50. PMID 9629281. doi:10.1111/j.1749-6632.1998.tb09593.x.
- Adamou JE, Aiyar N, Van Horn S, Elshourbagy NA (1995). „Cloning and functional characterization of the human vasoactive intestinal peptide (VIP)-2 receptor.”. Biochem. Biophys. Res. Commun. 209 (2): 385—92. PMID 7733904. doi:10.1006/bbrc.1995.1515.
- Svoboda M; Tastenoy M; Van Rampelbergh J;  . (1995). „Molecular cloning and functional characterization of a human VIP receptor from SUP-T1 lymphoblasts.”. Biochem. Biophys. Res. Commun. 205 (3): 1617—24. PMID 7811244. doi:10.1006/bbrc.1994.2852.
- Inagaki N; Yoshida H; Mizuta M;  . (1994). „Cloning and functional characterization of a third pituitary adenylate cyclase-activating polypeptide receptor subtype expressed in insulin-secreting cells.”. Proc. Natl. Acad. Sci. U.S.A. 91 (7): 2679—83. PMC 43433 . PMID 8146174. doi:10.1073/pnas.91.7.2679.
- Xia M; Gaufo GO; Wang Q;  . (1996). „Transduction of specific inhibition of HuT 78 human T cell chemotaxis by type I vasoactive intestinal peptide receptors.”. J. Immunol. 157 (3): 1132—8. PMID 8757618.
- Wei Y, Mojsov S (1997). „Tissue specific expression of different human receptor types for pituitary adenylate cyclase activating polypeptide and vasoactive intestinal polypeptide: implications for their role in human physiology.”. J. Neuroendocrinol. 8 (11): 811—7. PMID 8933357. doi:10.1046/j.1365-2826.1996.05191.x.
- Mackay M; Fantes J; Scherer S;  . (1997). „Chromosomal localization in mouse and human of the vasoactive intestinal peptide receptor type 2 gene: a possible contributor to the holoprosencephaly 3 phenotype.”. Genomics. 37 (3): 345—53. PMID 8938447. doi:10.1006/geno.1996.0569.
- Nicole P, Du K, Couvineau A, Laburthe M (1998). „Site-directed mutagenesis of human vasoactive intestinal peptide receptor subtypes VIP1 and VIP2: evidence for difference in the structure-function relationship.”. J. Pharmacol. Exp. Ther. 284 (2): 744—50. PMID 9454823.
- Dewit D; Gourlet P; Amraoui Z;  . (1998). „The vasoactive intestinal peptide analogue RO25-1553 inhibits the production of TNF and IL-12 by LPS-activated monocytes.”. Immunol. Lett. 60 (1): 57—60. PMID 9541464. doi:10.1016/S0165-2478(97)00129-6.
- Lutz EM; Shen S; Mackay M;  . (1999). „Structure of the human VIPR2 gene for vasoactive intestinal peptide receptor type 2.”. FEBS Lett. 458 (2): 197—203. PMID 10481065. doi:10.1016/S0014-5793(99)01135-7.
- Busto R; Prieto JC; Bodega G;  . (2000). „Immunohistochemical localization and distribution of VIP/PACAP receptors in human lung.”. Peptides. 21 (2): 265—9. PMID 10764955. doi:10.1016/S0196-9781(99)00202-8.
- Nicole P; Lins L; Rouyer-Fessard C;  . (2000). „Identification of key residues for interaction of vasoactive intestinal peptide with human VPAC1 and VPAC2 receptors and development of a highly selective VPAC1 receptor agonist. Alanine scanning and molecular modeling of the peptide.”. J. Biol. Chem. 275 (31): 24003—12. PMID 10801840. doi:10.1074/jbc.M002325200.
- Bajo AM; Juarranz MG; Valenzuela P;  . (2001). „Expression of vasoactive intestinal peptide (VIP) receptors in human uterus.”. Peptides. 21 (9): 1383—8. PMID 11072126. doi:10.1016/S0196-9781(00)00282-5.
- Lara-Marquez M; O'Dorisio M; O'Dorisio T;  . (2001). „Selective gene expression and activation-dependent regulation of vasoactive intestinal peptide receptor type 1 and type 2 in human T cells.”. J. Immunol. 166 (4): 2522—30. PMID 11160313.
- Lara-Marquez ML, O'Dorisio MS, Karacay B (2001). „Vasoactive intestinal peptide (VIP) receptor type 2 (VPAC2) is the predominant receptor expressed in human thymocytes.”. Ann. N. Y. Acad. Sci. 921 (1): 45—54. PMID 11193874. doi:10.1111/j.1749-6632.2000.tb06950.x.
- Groneberg DA, Hartmann P, Dinh QT, Fischer A (2001). „Expression and distribution of vasoactive intestinal polypeptide receptor VPAC(2) mRNA in human airways.”. Lab. Invest. 81 (5): 749—55. PMID 11351046. doi:10.1038/labinvest.3780283.
- Juarranz MG; Bolaños O; Gutiérrez-Cañas I;  . (2002). „Neuroendocrine differentiation of the LNCaP prostate cancer cell line maintains the expression and function of VIP and PACAP receptors.”. Cell. Signal. 13 (12): 887—94. PMID 11728828. doi:10.1016/S0898-6568(01)00199-1.
- Fischer TC; Dinh QT; Peiser C;  . (2002). „Simultaneous detection of receptor mRNA and ligand protein in human skin tissues.”. J. Cutan. Pathol. 29 (2): 65—71. PMID 12150135. doi:10.1034/j.1600-0560.2002.290201.x.
- Strausberg RL; Feingold EA; Grouse LH;  . (2003). „Generation and initial analysis of more than 15,000 full-length human and mouse cDNA sequences.”. Proc. Natl. Acad. Sci. U.S.A. 99 (26): 16899—903. PMC 139241 . PMID 12477932. doi:10.1073/pnas.242603899.

## Spoljašnje veze
- „VIP and PACAP Receptors: VPAC2”. IUPHAR Database of Receptors and Ion Channels. International Union of Basic and Clinical Pharmacology. Архивирано из оригинала 03. 03. 2016. г.